# Барлоу, Гэри
Гэри Ба́рлоу (англ. Gary Barlow; род. 20 января 1971, Фродшем, Чешир, Англия) — британский музыкант, участник и автор почти всех хитов группы Take That. Имеет титул «Лучшего сочинителя 1993 года».

## Биография

### 1971—89: Детство и начало карьеры
Гэри родился 20 января 1971 года в городе Фродшем, графство Чешир, он был вторым сыном Мардж и Колина Барлоу. У Гэри рано появился интерес к музыке. Так, в 10 лет он самостоятельно научился играть на фортепиано.
Он провел свои юношеские годы, давая концерты по всему северу Англии и обучаясь игре на всех видах клавишных инструментов. Гэри начал писать песни в 15 лет. Когда ему было 19, Найджел Мартин-Смит взял его в качестве центрального вокалиста нового бойз-бэнда — Take That.
В автобиографии Барлоу рассказывает, что его любовь к музыке появилась в раннем возрасте: «Я был одним из тех детей, которые всегда танцуют перед телевизором, глядя на своё отражение».

### 1990—1996: Take That
Дебютный альбом Take That & Party был выпущен 17 августа 1992 года. Он достиг второго места в чарте альбомов Великобритании. В следующем году вышел второй альбом Everything Changes. Он занял первое место в чарте альбомов Великобритании. Три сингла их третьего альбома Nobody Else возглавили чарты, включая «Back for good» Барлоу, который также занял седьмое место в чарте Billboard Hot 100 [17]. Сборник Greatest Hits, последовавший за альбомом, тоже занял первое место. В сборник вошел и восьмой сингл группы, занявший первое место в чартах - "How Deep Is Your Love". Он должен был стать первым синглом, выпущенным Take That без Робби Уильямса. Это был последний сингл группы до их преобразования в 2005 году.

### 1996—2000: Сольная карьера
Сольная карьера Барлоу обещала быть очень успешной, пророча ему славу 'второго Джорджа Майкла'. Его первые два сингла «Forever Love», (выпущен в июле 1996 г.) и «Love Won’t Wait», (написанный Мадонной и Шепом Петтибоном) стали хитами номер 1 в Великобритании. Песня Forever Love была использована в качестве звуковой дорожки к фильму Лидер/The Leading Man. Его дебютный альбом Open Road занимал первые места в чарте альбомов Объединённого Королевства и был распродан в количестве 2 миллионов копий по всему миру. Первым синглом Барлоу, выпущенным в США, стала песня «So Help Me Girl», которая заняла 44 место в чарте 100 лучших синглов журнала Billboard и была на первом месте чарта американского издания Billboard. Другой его хит с названием, созвучным альбому, «Open Road» занимал 7 позицию в Нидерландах, другая песня из этого же альбома «Are You Ready Now» заняла 8 место.
После успеха своего первого сольного альбома Барлоу выпускает второй под названием Twelve Months, Eleven Days в 1999 году. Одна из самых успешных песен этого альбома — «Stronger». Однако, из-за кампании, развернувшейся против Барлоу, он не достиг такого же уровня популярности, и его трансляция по радио была минимальной. В итоге альбом достиг только 16 строчки. Вторым синглом альбома стала песня «For All That You Want», которая редко звучала по радио и достигла только 24 позиции в хит-параде. Альбом Twelve Months, Eleven Days был выпущен вскоре после второго сингла, но из-за разочаровывающего 34 места и разгромных отзывов со стороны критиков, компания Sony отозвала свою заявку на выпуск запланированной песни «Lie to Me». Это привело к тому, что Барлоу разорвал отношения со звукозаписывающей компанией BMG. На сегодняшний день Барлоу продал 5 миллионов копий своих записей по всему миру в качестве сольного исполнителя.
Первым сольным проектом Барлоу с 1999 года стал выпуск песни «Shame», которую он записал дуэтом вместе с заново присоединившемся к группе Take That участником Робби Уильямсом. Авторами песни являются оба её исполнителя. В первый день эфира песня «Shame» была проиграна на радио 694 раза и 153 раза на ТВ. Эта песня заняла второе место в хит-параде Великобритании.

### 2010—настоящее время
В январе 2011 года Барлоу объявил, что проведет соло-концерт под названием GB40 и приурочит его в своему 40-летию, а также 20-летней музыкальной карьере. Все деньги, вырученные от концерта, были переданы благотворительному фонду Принца Чарльза. Концерт получил хвалебные отзывы критиков. В тот день Барлоу получил поздравления от таких знаменитостей, как Крис Мойлз, Питер Ки, Элтон Джон и Робби Уильямс.
В январе 2012 года было объявлено, что Барлоу и Эндрю Ллойд Уэббер начнут работу над официальной песней празднования 60-летнего юбилея правления Елизаветы II. Барлоу и Эндрю Ллойд Уэббер сочинили музыку к песне, затем музыка была представлена музыкантам и исполнителям со всего Содружества с целью объединить звуки со всего мира и внедрить их в песню. Песня с названием «Sing» была выпущена как ведущая песня из одноименного альбома. Она дебютировала в чартах Великобритании на 11 позиции и за один день поднялась до первой.
15 октября 2012 года Барлоу объявил, что хочет организовать сольное турне по всему Объединённого Королевству и Ирландии. Он заявил: «Я с нетерпением жду этого. Выступление живьем — это то, что я люблю делать больше всего, а я не пел соло уже более года. В прошлом году выступление на двух лондонских мероприятиях было великолепно, мы все постарались и я подумал, почему бы не выступить по всей стране!»
21 ноября 2012 года был награждён орденом Британской империи.
Билеты на сольные концерты Барлоу были распроданы сразу же, как только поступили в продажу 19 октября, быстрее, чем билеты на концерт Rolling Stones, приуроченный к их возвращению на большую сцену. Спрос был настолько высок, что Барлоу назначил дополнительные даты выступления, билеты на которые были моментально распроданы. Интернет сайт онлайн-продажи билетов SeatWave зафиксировал, что билетов на сольный концерт Гэри Барлоу было продано в шесть раз больше, чем на все сольные концерты Робби Уильямса, несмотря на то, что на их распродажу было определено на неделю меньше времени.

## Future Records
В 2009 году Гэри Барлоу начал работать на собственном лейбле звукозаписи Future Records, принадлежащем Universal Music Group. Первой к лейблу присоединилась певица стиля классический кроссовер Камилла Керслейк. В 2010 году к лейблу присоединился рэппер Аггро Сантос. В 2011 году — певица A*M*E. В 2012 году Гэри Барлоу закрыл лейбл.

## Личная жизнь
В 2000 году Барлоу женился на Доун Эндрюс, танцовщице, сопровождавшей тур Nobody Else группы Take That в 1995 году. В семье Барлоу трое детей, Дэниэл (род. 2000), Эмили (род. 2002) и Дэйзи (род. 2009). 19 февраля 2012 года, Барлоу объявил, что он и его супруга ждут появления на свет их четвёртого ребёнка, однако, их дочь Поппи умерла вскоре после рождения 4 августа 2012 года.
Несмотря на потерю, Барлоу выступил на церемонии закрытия Летних Олимпийских Игр в Лондоне неделей позже. Вместе с другими участниками группы он исполнил песню «Rule the World».В связи с личной трагедией он отказался от пресс-конференции проекта поиска молодых талантов X Factor.
В автобиографической книге Барлоу отметил, что является болельщиком футбольного клуба Ливерпуль, чей гимн «You’ll Never Walk Alone» был одним из первых произведений, которые он научился играть на фортепиано. Он также болеет за команду лиги рэгби Warrington Wolves.
Отец Барлоу Колин скончался 15 октября 2009 года в возрасте 71 года. Певец поспешил в родительский дом во Фродшаме, графство Чешир и отменил своё выступление на шоу «Дети, просящие о помощи», а также отложил выпуск издания Singstar группы Take That.

## Дискография

### Студийные альбомы
- Open Road (1997)
- Twelve Months, Eleven Days (1999)
- Sing (2012)
- Since I Saw You Last (2013)

### Синглы
- «Forever Love[англ.]»
- «Love Won't Wait[англ.]»
- «So Help Me Girl[англ.]»
- «Open Road[англ.]»
- «Superhero[англ.]»
- «Hang on in There Baby[англ.]»
- «Stronger[англ.]»
- «For All That You Want[англ.]»
- «Lie to Me[англ.]»
- «Shame (с Робби Уильямсом)[англ.]»
- «Sing[англ.]»